# アレクサンダー・シュラーガー
アレクサンダー・シュラーガー（Alexander Schlager、1996年2月1日 - ）は、オーストリア・ザルツブルク出身の同国代表プロサッカー選手。レッドブル・ザルツブルク所属。ポジションはゴールキーパー。

## 経歴

### クラブ
レッドブル・ザルツブルクのアカデミー出身。2012年5月にアマチュアリーグに所属するセカンドチームの試合でデビューを果たすと、2013年5月にはトップチームの試合でベンチ入りした。
2014-15シーズンはRBライプツィヒに期限付き移籍。U-19チームで20試合に出場したものの、トップチームでの出場機会は無かった。
2015-16シーズンはオーストリアに戻り、SVグレーディヒに期限付き移籍した。2015年7月25日のSCラインドルフ・アルタッハ戦で先発出場し、念願のプロデビューを飾った。
2016-17シーズンはオーストリア2部のフローリツドルファーACに期限付き移籍した。
2017-18シーズン、LASKリンツに完全移籍し、2020年6月までの契約を結んだ。2018年9月、契約を2021年6月まで延長。
2023年5月30日、古巣レッドブル・ザルツブルクへの復帰が発表され、4年契約を結んだ。

### 代表
各年代でオーストリア代表に選出されている。2019年のUEFA U-19欧州選手権ではチームキャプテンを務めた。
2019年11月16日、UEFA EURO 2020予選の北マケドニア代表戦でフル代表デビューを飾った。
ユーロ本大会では、大会直前でダニエル・バッハマンにポジションを奪われ、自身は第2GKとして参加した。

## 個人成績

### クラブ
2020年10月8日現在
| クラブ                      | シーズン | リーグ                       | リーグ | リーグ | カップ | カップ | 国際大会 | 国際大会 | 合計 | 合計 |
| クラブ                      | シーズン | リーグ                       | 出場   | 得点   | 出場   | 得点   | 出場     | 得点     | 出場 | 得点 |
| --------------------------- | -------- | ---------------------------- | ------ | ------ | ------ | ------ | -------- | -------- | ---- | ---- |
| グレーディヒ (loan)         | 2015-16  | オーストリア・ブンデスリーガ | 10     | 0      | 0      | 0      | —        | —        | 10   | 0    |
| フローリツドルファー (loan) | 2016-17  | 2. リーガ                    | 23     | 0      | 1      | 0      | —        | —        | 24   | 0    |
| LASK                        | 2017-18  | オーストリア・ブンデスリーガ | 1      | 0      | 0      | 0      | —        | —        | 1    | 0    |
| LASK                        | 2018-19  | オーストリア・ブンデスリーガ | 31     | 0      | 5      | 0      | 4        | 0        | 40   | 0    |
| LASK                        | 2019-20  | オーストリア・ブンデスリーガ | 32     | 0      | 4      | 0      | 14       | 0        | 50   | 0    |
| LASK                        | 2020-21  | オーストリア・ブンデスリーガ | 3      | 0      | 1      | 0      | 2        | 0        | 6    | 0    |
| LASK                        | 合計     | 合計                         | 67     | 0      | 10     | 0      | 20       | 0        | 97   | 0    |
| 通算                        | 通算     | 通算                         | 100    | 0      | 11     | 0      | 20       | 0        | 131  | 0    |